# Westerzand
Westerzand is een gehucht in de gemeente Westerkwartier in het westen van de Nederlandse provincie Groningen, in het voormalige kerspel Sebaldeburen. Het ligt op een oude dekzandrug in de landstreek Westerkwartier; deze zandrug loopt van Lutjegast via Westerzand en Oosterzand naar de voormalige buurtschap Het Zand onder Niekerk. Het gehucht wordt begrensd door de Grootegaster Tocht in het westen en het Wolddiep in het oosten.
De eerste bewoning op de zandrug van Westerzand dateert waarschijnlijk uit de elfde eeuw. Oorspronkelijk vormde Westerzand samen met Westerhorn een kluft van het kerspel Sebaldeburen. Westerhorn werd later afgescheiden toen in dat deel het dorp Grijpskerk ontstond. De nieuwe kerk van Grijpskerk had in de eerste jaren nog geen eigen kerkhof, zodat er een dodenweg liep van Grijpskerk over Westerzand naar Sebaldeburen. Later werd wel een kerkhof aangelegd bij de kerk, maar omdat alleen de boeren en edelen voor de kerk betaalden, dienden de rest van de kerkgangers hun doden te begraven bij de moederkerk van Sebaldeburen. De doden werden eeuwenlang afgevoerd per schip over het Wolddiep.
Bij het gehucht heeft tot in de achttiende eeuw de borg Boekstede gestaan. De voormalige borgstee is nog in het landschap te herkennen. Direct ten noorden daarvan staat nu de boerderij Buikstede. Beiden vormen onderdeel van het streekje Buikstede ten noorden van Westerzand.